# Filip van Limborch
Filip van Limborch hol. Phillipp van Limborch (ur. 19 czerwca 1633 w Amsterdamie, zm. 30 kwietnia 1712 tamże) – holenderski teolog, pastor remonstrancki, historyk inkwizycji. Wywarł ogromny wpływ na Johna Locke’a i na niderlandzkie oświecenie.

## Rodzina i pochodzenie
Urodził się w zamożnej rodzinie remonstranckiej w Amstrdamie, gdzie jego ojciec, Francis van Limborch, był prawnikiem. Jego matka, Gertruda Bisschop, była bratanicą Simona Episcopiusa, głównego teologa i współzałożyciela Kościoła remonstranckiego. Ochrzczony został dopiero 9 czerwca 1651 roku w parafii amsterdamskiej „w sali konsystorza” i 8 czerwca 1653 roku został członkiem parafii remonstranckiej w Amsterdamie.

## Wykształcenie i kariera duchowna
Limborch otrzymał staranne wykształcenie w gimnazjach w Amsterdamie i Lejdzie, po czym wpisał się na Uniwersytet w Utrechcie w 1652 roku. Tam słuchał wykładów ultrakonserwatywnego Gisberta Voetiusa, którego teologię w zupełności odrzucił. Po jego ukończeniu został w 1657 roku powołany na duchownego w Goudzie, jednej z ważniejszych parafii tego kościoła, co świadczyło o jego zdolnościach kaznodziejskich i intelektualnych. W 1667 przeniósł się do parafii w Amsterdamie, gdzie od 1668 roku był także profesorem teologii na tamtejszym remonstranckim seminarium.
W latach 80. XVII wieku zaprzyjaźnił się z Johnem Lockiem podczas jego pobytu w Niderlandach, którego przekonał, by napisał swój słynny List o Tolerancji, który potem Locke zadedykował właśnie Limborchowi.

## Teologia van Limborcha i jej oddziaływanie
Jako teolog dokonał z jednej strony podsumowania, ale także radykalnej reinterpretacji teologii remonstranckiej w duchu oświeceniowego racjonalizmu. Uważał, że każdy z Kościołów w swoim nauczaniu zawiera cząstkę prawdy, uznawał za właściwy zarówno system episkopalny, jak i prezbiteriański w kościele. Uważał, że cuda Jezusa da się wytłumaczyć racjonalnie, ale i tak potwierdzają jego boską naturę, natomiast metafizyczne znaczenie przypisały im późniejsze pokolenia. Odrzucał predestynację i twierdzenie, że Bóg jest autorem zła, uważał, że Kościół jest wspólnotą wiary jego członków i nie jest definiowany poprzez wierność tym czy innym dogmatom. Choć uznawał dogmat o Trójcy Świętej, to pod wpływem braci polskich wiarę w niego nie uważał za niezbędną do bycia chrześcijaninem.
Jego najważniejszym dziełem była wydana po raz pierwszy w 1686 roku w Amsterdamie po łacinie Institutiones theologiae christianae, ad praxin pietatis et promotionem pacis, christianae unice directae. W Niderlandach wydano ją w 1694, 1700, 1715 i 1735. W 1735 roku ukazała się w 1735 roku w Bazylei, Jej przekład na niderlandzki pt. Christelijk Godgeleerdheid.Tot oeffening der Godzaaligheid en bevordering der ChristelijkeVreede bijzonder aangeleid ukazał się w latach 1701–1703 w Amsterdamie. Była to pierwsza teologia systematyczna wydana przez duchownego remonstranckiego. Umiarkowany ton książki i logika sprawiły, że cieszyła się ogromnym powodzeniem w Niderlandach, nie tylko wśród remonstrantów. W 1702 wydano ją po angielsku w Londynie pt. A Complete System or Body of Divinity, both Speculative and Practical, founded on Scripture and Reason, London, 1702. Spotkała się ona z entuzjastycznym przyjęciem wśród duchownych anglikańskich, szczególnie tych, którzy odrzucali kalwińskie nauczanie o predestynacji i zmierzali w kierunku racjonalnego oświecenia. Limborch prowadził wieloletnią korespondencję (po łacinie, gdyż nigdy nie nauczył się angielskiego), z wieloma dostojnikami Kościoła anglikańskiego.
Był uważany za duchowego przywódcę remonstrantów, na rzecz których pracował niestrudzenie aż do śmierci, prowadząc obszerną korespondencję w kwestiach parafialnych i personalnych. Przez fakt, iż nauczał w seminarium ponad 44 lata, sprawił, iż oddziaływał na kilka pokoleń duchownych swojego kościoła, który od początku XVIII wieku stawał się coraz mniej dogmatycznym i coraz bardziej liberalnym kościołem protestanckim. Jego teologię czytali także duchowni Holenderskiego Kościoła Reformowanego, co z czasem doprowadziło do powstania liberalnego skrzydła i w tym wyznaniu.

## Historia inkwizycji
W 1692 roku starannie i drobiazgowo przepisał i wydał rękopis francuskiego inkwizytora Bernarda Gui pt. Liber Sententiarum Inquisitionis Tolosanae. Rekopis ten, przez wiele lat uważany za zaginiony, odnaleziono niedawno i wydano jako Le Livre des sentences de l’inquisiteur Bernard Gui (1308-1323) w edycji Annette Palès-Gobillard (2 vol., Paris 2003). W poprzedzającym ją czterotomowej historii inkwizycji pt. Historia Inquisitionis Limborch udowodnił po raz pierwszy różnicę między Albigensami a Waldensami, które średniowieczna inkwizycja mieszała ze sobą podczas krwawych prześladowań.

## Limborch ibracia polscy
Jako pastor Limborch życzliwie odnosił się do wygnanych z Polski braci polskich, których grupkę (m.in. Andrzeja Wiszowatego i braci Teodora i Krzysztofa Lubienieckich) przyjął do swojej parafii, nie wymagając od nich chrztu. W 1689 roku pomógł przy redakcji dzieł Samuela Przypkowskiego w ramach Biblioteki Braci Polskich w Amsterdamie. Prowadził wieloletnią korespondencję z diasporą braci polskich – m.in. Benedyktem Wiszowatym i Samuelem Crellem. Jego zbliżenia z braćmi polskimi nie podzielał jego następca w seminarium Adriaan van Cattenburg.

## Życie prywatne
Był dwukrotnie żonaty: po raz pierwszy w 1660 roku z Elisabeth van Sorgen (zm. 1663), córką prawnika Hof van Holland, z którą miał jedną córkę:
1. Elisabeth (1662-1679)[3]

Po raz drugi poślubił w 1674 roku z Cornelią van de Kerk wdową po remonstnackim pasotorze Andreasie Walscher, który go niegdyś ochrzcił. Jego urodzonymi w Amsterdamie dziećmi z drugiego małżeństwa byli:
1. Geertruydt (1674-1743)[5] która w 27 grudnia 1697 wstąpiła do parafii remonstranckiej w Amsterdamie[6], niezamężna.
2. Frans (1676-1738 Athlone), który przed 1700 osiedlił się w Londynie, a potem w Dublinie.

Pod wpływem teologii braci polskich Limborch nie uważał chrztu za konieczny i oboje młodsi zostali ochrzczeni dopiero jako dorośli.
Jego młodszy brat Simon van Limborch (1647-1722) był znanym prawnikiem w Rotterdamie, podobnie jak jego syn, Frans van Limborch (1679-1765). Z córką tego ostatniego, Aleidą, ożeniony był Abraham Arent van der Meerch (1720-1771), pastor remonstrancki, od 1756 roku następca Johanna Jacoba Wettsteina (1693-1754) w Seminarium Remonstranckim w Amsterdamie.

## Ważniejsze dzieła
- Epistolae ecclesiasticae praestantum ad eruditorum virorum (Amsterdam, 1684), zawierającą korespondencję założycieli Remonstrantów
- De veritate religionis Christianae amica collatio cum erudito Judaeo (Gouda, 1687) (the „erudite Jew” in question was Isaac Orobio de Castro)
- Historia Inquisitionis (1692), in four books prefixed to the Liber Sententiarum Inquisitionis Tolosanae (1308–1323)
- Commentarius in Acta Apostolorum et in Epistolas ad Romanos et ad Hebraeos (Rotterdam, 1711)